# IBMP (音楽出版社)
合同会社IBMP（アイビーエムピー）は、東京都港区に拠点をおく日本の音楽出版社。

## 業務提携作家
- 外山大輔[2]
- 谷村庸平[2]
- RK